# Pellaea atropurpurea
Espèce
Pellaea atropurpurea  est une espèce de fougères de la famille des Pteridaceae.

## Liste des sous-espèces, variétés et formes
Selon Tropicos (29 mai 2013) (Attention liste brute contenant possiblement des synonymes) :
- sous-espèce Pellaea atropurpurea unranked glabella (Mett. ex Kuhn) F.C. Gates
- variété Pellaea atropurpurea var. atropurpurea
- variété Pellaea atropurpurea var. bushii Mack. & Bush
- variété Pellaea atropurpurea var. cristata Trel.
- variété Pellaea atropurpurea var. occidentalis E.E. Nelson
- variété Pellaea atropurpurea var. simplex (Butters) C.V. Morton
- forme Pellaea atropurpurea fo. atropurpurea
- forme Pellaea atropurpurea fo. cristata Clute
- forme Pellaea atropurpurea fo. glabella Clute